# Distretto di Mugu
Il distretto di Mugu è un distretto del Nepal, in seguito alla riforma costituzionale del 2015 fa parte della provincia Karnali Pradesh. 
Il capoluogo è Gamgadhi.
Geograficamente il distretto appartiene alla zona montagnosa Himalayana detta Parbat. Nella zona occidentale del distretto si trova il Parco nazionale di Rara con il lago omonimo, mentre nella zona orientale si trova parte del Parco nazionale di Shey-Phoksundo.
Secondo i dati pubblicati nel 2004 dal Programma delle Nazioni Unite per lo Sviluppo il distretto di Mugu risulta essere all'ultimo posto nel Nepal nell'Indice di sviluppo umano.

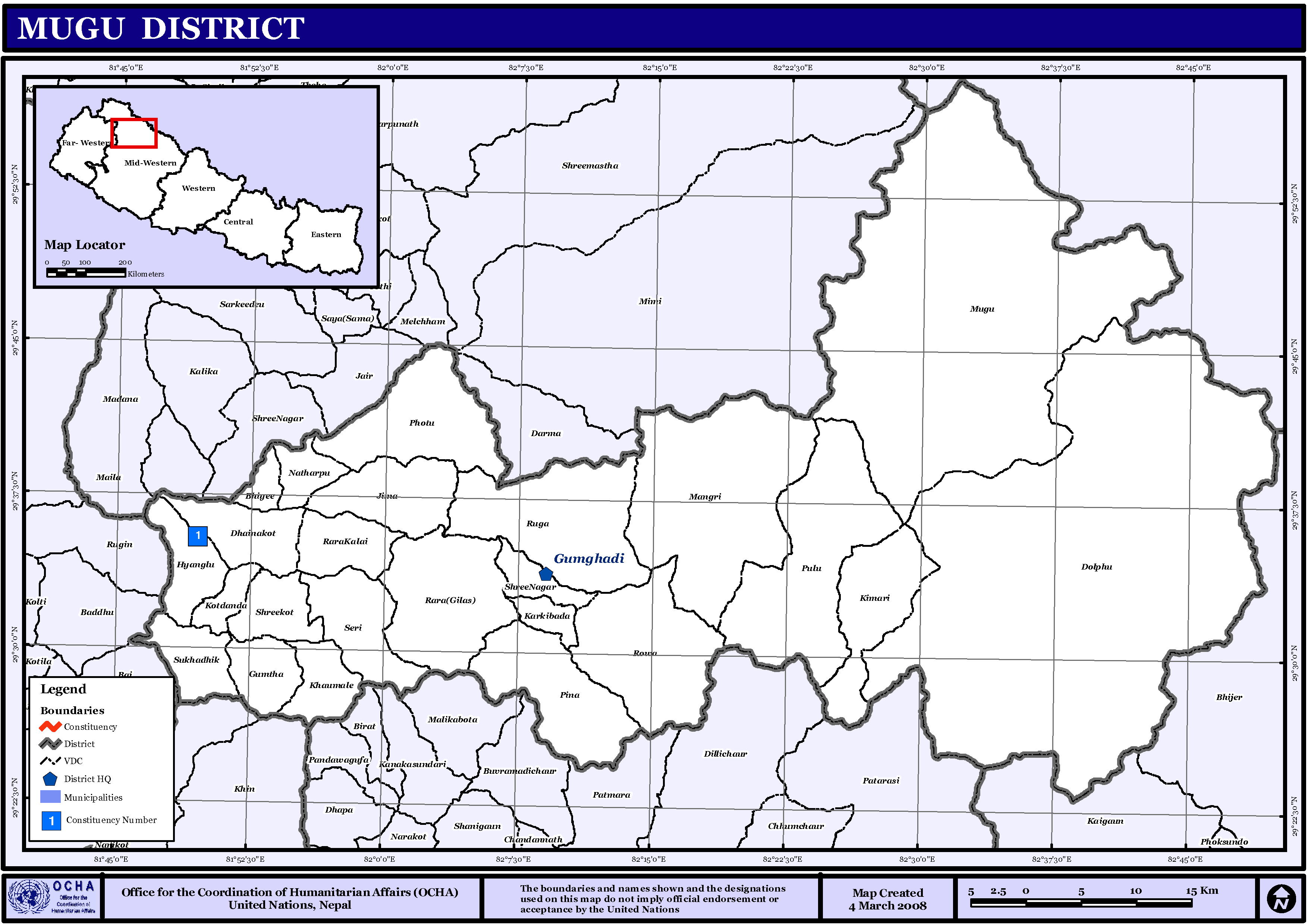
Mappa del distretto di Mugu